# SWRMXS
SWRMXS è il primo album remix del gruppo musicale Love Metal finlandese degli HIM. È uscito in Italia e in tutto il mondo, il 7 dicembre 2010 in digitale su iTunes e Beatport, oppure tramite preordine con bundle pack dall'11 novembre dello stesso anno, solo sul sito ufficiale.
L'album contiene collaborazioni di artisti mondiali quali: Tiësto, Gavin Russom, Morgan Page e molti altri.
La prima traccia ad essere pubblicata è stata In Venere Veritas (Huoratron Remix) sul mini sito presente nel sito ufficiale.

## Tracce
1. In Venere Veritas (Huoratron Remix) – 6:33
2. In the Arms of Rain (SALEM Remix) – 3:37
3. The Foreboding Sense of Impending Happiness (Morgan Page Remix) – 6:10
4. Ode to Solitude (Gavin Russom Remix) – 9:30
5. Heartkiller (The Mercyfvcks Remix) – 3:25
6. Love, the Hardest Way (Tiësto Remix) – 6:27
7. Shatter Me with Hope (oOoOO Remix) – 4:30
8. Dying Song (Jay Lamar & Jesse Oliver Remix) – 6:36
9. Disarm Me (With Your Loneliness) (VV Remix) – 4:42
10. Scared to Death (Diamond Cut Remix) – 5:41
11. Acoustic Funeral / Like St. Valentine / Katherine Wheel (ÖÖ Megamix) – 6:18

L'ultima traccia è stata remixata da Ville Valo assieme al fratello Jesse Valo sotto lo pseudonimo ÖÖ.